# Асія бінт Музахім

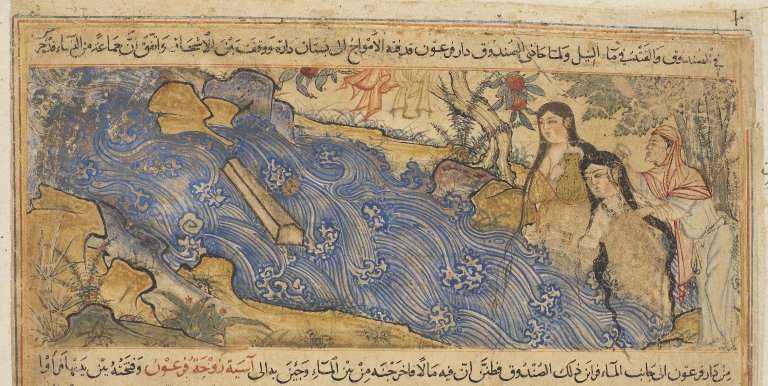
Асія (зображена з довгими чорними косами) та її слуги, закінчивши купання, знаходять у Нілі немовля Мойсея. Їхній одяг висить на деревах. Річкові хвилі та гребені виконані в китайському стилі. Ілюстрація з перської «Джамі' ат-таваріх»

Асія бінт Музахім (араб. آسِيَة بِنْت مُزَاحِم, кириліз.: Асія бінт Музахім) — згідно з Кораном та ісламською традицією, дружина фараона Виходу та прийомна матір Мойсея.
Асія вперше згадується в сурі Аль-Касас у Корані, ідентифікована як Бітія в єврейській традиції. Мусульмани вшановують її як одну з чотирьох найвидатніших жінок усіх часів і, згідно з пророчим оповіданням у Сахіх аль-Бухарі, вона була другою за величиною після Марії.
Вважається, що вона таємно прийняла монотеїзм після того, як стала свідком дива Мойсея. Згідно з традицією, що Асія таємно поклонялася Аллаху і приховувала свою релігію від чоловіка. Однак пізніше її віра була розкрита, і фараон наказав її стратити.
Аль-Та'лабі вважав, що на її честь, за припущенням, названо континент Азія.

## Розповідь
І Аллах ставить перед віруючими приклад - дружину фараона, яка молилася: «Господи! Побудуй мені дім у раю біля Тебе, визволи мене від фараона та його злих справ і врятуй мене від людей, що чинять зло».
У Сахіх аль-Бухарі Пророк Мухаммад сказав: «Багато чоловіків звершилися [у вірі], а серед жінок звершилися лише Асія, дружина фараона, і Мар'ям бінт Імран».
Шлюб Шлюб Асії з фараоном був влаштований. На відміну від свого чоловіка, вона була смиренною і прийняла віру, яку проповідували Мойсей і Гарун. Хоча вона мала величезне багатство, вона не була зарозумілою, як фараон. Вона зрозуміла, що віра набагато важливіша, і тому була возвеличена Богом серед жінок свого покоління і всіх часів. Згідно з кількома хадисами, Мухаммад одружиться з Асією в раю.
Моріс Букай прокоментував, що дружина фараона, яка сперечалася з Мойсеєм, є тією, яка описана в сурі Ат-Тахрім, тоді як інша рання дружина іншого фараона є тією, яка усиновила його в сурі Аль-Касас. Однак, оскільки немає жодних згадок про те, що були різні дружини або фараони, більшість мусульман і вчених вважають, що Асія і фараон — це одні особи.
Асія та її служниці знайшли ящик, що плавав у річці Ніл. Асія наказала витягнути ящик на берег. Служниці думали, що всередині скарб, але натомість знайшли хлопчика Мойсея. Не маючи можливості завагітніти, Асія одразу відчула до нього материнську любов. Вона розповіла фараону про дитину. Подія описана в Корані:
А фараонова дружина сказала: Відрада для очей мені й тобі - не вбивайте його, може, він стане нам у пригоді, або ми візьмемо його за сина. І не розуміли вони, що чинять.
За ісламським віруванням, Асія шукала годувальницю для немовляти Мойсея, але він відкидав кожну жінку, яка намагалася годувати його грудьми. Сестра Мойсея, якій мати наказала спостерігати за ним здалеку, підійшла до Асії і запропонувала свою матір, хоча приховуючи їхні стосунки та видаючи її за будь-яку іншу годувальницю. Дивовижним чином Мойсей почав годуватися грудьми своєї біологічної матері, і вони знову з'єдналися. Асія запропонувала їй жити в їхньому домі і платила їй за послуги, не знаючи про їхні справжні стосунки.
Ставши свідком смерті віруючої жінки під тортурами її чоловіка, Асія заявила про свою віру перед фараоном. Він намагався відвернути її від ісламу, але Асія відмовилася відкинути Бога та вчення Мойсея. За наказом фараона її замучили до смерті.

## Шанування
Асія входить до четвірки найшановніших жінок усіх часів, її високо шанують мусульмани. Кажуть, що Асія була щиро віруючою і повністю підкорилася Аллаху, незважаючи на те, що була дружиною фараона. Відповідно до хадісу, вона буде однією з перших жінок, які увійдуть до раю, тому що вона прийняла монотеїзм Мойсея замість вірувань фараона. У Корані Асія згадується як приклад для всіх мусульман. Її благання згадується в Корані:
І наводить Аллах приклад для тих, які увірували: дружину фараона, коли вона сказала: «Господи мій! Побудуй мені дім з тобою в саду, і визволи мене від фараона та його діла, і визволи мене від людей, що чинять зло».
Абу Муса Ашаарі передав, що колись ісламський пророк Мухаммад сказав:
Серед чоловіків є багато цілком досконалих людей, але серед жінок немає жодної досконалої, окрім Марії, дочки Імрана, Аїші, дружини фараона, а досконалість Аїші порівняно з жінками - це досконалість Таріда над усіма іншими продуктами харчування.

## Уточнення
1. ↑  У переказі говориться, що пророк Мухаммад згадував: «Аллах одружив мене з Маріам, матір'ю Ісуса, і Култум [Міріам], сестрою Мойсея, і Асією, дружиною фараона, в Джанну». Аль-Хакім ан-Нішапурі класифікував хадіс як достовірний, а Ібн Катір — як слабкий.